# Fujian Blue
Pour plus de détails, voir Fiche technique et Distribution.
Fujian Blue, en chinois simplifié: 金壁辉煌, en chinois traditionnel: 金壁輝煌, pinyin: Jīn Bì Hūihúang (le mur doré est brillant), est un film chinois paru en 2007 et réalisé par Weng Shouming (Robin Weng), dont c'est le premier film. L'intrigue est composée de deux histoires séparées, mais liées l'une à l'autre: Les chevaliers du néon (The Neon Knights) et En mer ( At home at sea). Elles abordent des sujets controversés comme la délinquance juvénile, le trafic de personnes ou encore l'usage de drogues dans la jeunesse, sujets dont le réalisateur infère qu'ils sont dus à l'influence grandissante des pays occidentaux au moment où la Chine commence à s'ouvrir aux pays étrangers dans les années 80 et commence son rapide développement économique.

Employant des acteurs qui sont majoritairement non professionnels, Fujian Blue est produit par plusieurs compagnies indépendantes chinoises ou originaires d'autres pays, par exemple Fantasy Pictures, une compagnie pékinoise. 
Le film a obtenu le prix Dragons and Tigers Award au Festival International de Vancouver en 2007, récompense qu'il partage avec Mid-Afternoon Barks de Zhang Yuedong.
Le titre est dérivé de la couleur particulière des porcelaines exportées de la province du Fujian aux XVIIIe siècle et XIXe siècle .

## Synopsis
Fujian Blue se déroule dans la province côtière du sud-est de la Chine, la province de Fujian (proche du détroit de Taiwan). Le film suit plusieurs personnages à travers deux histoires distinctes, mais liées l'une à l'autre, dans les années 1980, au moment de la décision du gouvernement communiste d'ouvrir la Chine, et en particulier la province du Fujian, au monde étranger.

La première histoire, Les chevaliers du néon (The Neon Knights), raconte l'existence d'un jeune homme, Amerika (Zhu Xiaoping), vivant dans la ville de Fuqing. Amerika travaille pour Roppongi (Zhuang Jiangjie), qui gère un réseau de chantage au sexe, visant des femmes mariées solitaires qui ont commis un adultère pendant que leurs maris étaient absents. Amerika ne sait pas que sa propre mère (Wang Ruiyin) est aussi impliquée dans plusieurs crimes, comme agent de trafic de personnes, sous la direction du Tchèque (Gao Qing). Blessé du fait que sa mère ne veut pas payer pour son éducation en université, Amerika fait d'elle sa prochaine cible de chantage, mais son plan tourne mal et il doit se réfugier dans l'île de Pingtan.

La deuxième histoire, En mer (At Home at Sea) se déroule sur cette même île de Pingtan et raconte l'histoire d'un second jeune homme faisant partie du gang de Roppongi, Dragon (Luo Jin). Dragon a fui lui aussi vers Pingtan après avoir poignardé un homme. Il a basculé dans l'univers du crime pour payer la somme nécessaire empruntée pour faire partir illégalement son frère hors du pays. N'ayant personne vers qui se tourner, Amerika donne à Dragon de l'argent. Celui-ci doit alors décider s'il va l'utiliser pour émigrer lui-même ou bien pour aider sa famille,,.

## Distribution

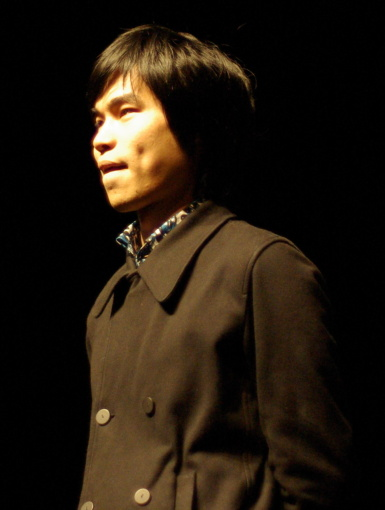
Robin Weng au Festival du film asiatique de Deauville en 2008.

- Zhu Xiaoping, Amerika, un jeune délinquant qui vit avec sa mère dans la province de  Fujian.
- Luo Jin, Dragon, un autre jeune délinquant faisant partie du gang d'Amerika.
- Zhang Jianjie, Roppongi, le chef du gang d'Amerika.
- Gao Qing, Le Tchèque, le patron de la mère d'Amerika.

## Accueil du film
Fujian Blue demeure relativement peu connu hors des circuits des festivals cinématographiques. C'est dû en partie au fait que son esthétique est considérée comme dessinée à grands traits. Cependant, le film est apprécié par les critiques occidentaux. Richard Kuipers, dans Variety, le voit comme inégal mais comme un bon début pour le réalisateur Weng. The Hollywood Reporter voit comme dignes d'intérêt le parti-pris d'avoir des acteurs non-professionnels et le décor naturel du lieu où se passe Fujian Blue ,.